# Isola di Deenish
L'isola di Deenish è una piccola isola situata al largo della baia di Kenmare, nel sud-ovest della Contea di Kerry, in Irlanda.

## Descrizione
L'isola è lunga 1,9 km e larga 0,7. Attività ittiche vengono svolte dagli abitanti di un casale situato nella baia a nord-est dell'isola.

## Morfologia
L'isola dista 700 metri dalla vicina Isola di Scariff e 3,7 km dalla terraferma. È formata da un altopiano nella parte a nord-est e da una formazione montuosa il cui apice, a sud-ovest, raggiunge i 144 m. s.l.m.

## Curiosità
L'isola è raggiungibile solo da imbarcazioni private, l'approdo più comodo è in corrispondenza della spiaggia all'interno della baia a nord-est.